# چوکارکا
چوکارکا (به بلغاری: Chukarka) یک منطقهٔ مسکونی در بلغارستان است که در آیتوس واقع شده‌است.